# 二斑叶螨
二斑叶螨（学名：Tetranychus urticae），也称棉叶螨、火蜘蛛、二點葉蟎等，俗称火龙，为葉蟎科葉蟎屬下的一个种，是一种世界性分布的节肢动物、是棉花和玉米的主要害虫。
雌螨体形呈卵圆形，繁殖期为黄绿色，背部两侧有褐色斑点，但是在越冬时期身体呈橘红色，背部褐色斑点消失，体长0.5毫米左右；雄螨体形呈菱形，比雌螨小，淡黄绿色。一年内二斑叶螨能繁殖10到20代。以吸取棉花和其他錦葵科、豆科、茄科、葫芦科、菊科等植物叶片的汁液为生，能使叶变红或枯黄脱落，故一般被认为是害虫。